# Disphragis meretricia
Disphragis meretricia is een vlinder uit de familie van de tandvlinders (Notodontidae). De wetenschappelijke naam van de soort is, als Heterocampa meretricia, voor het eerst geldig gepubliceerd in 1911 door William Schaus.

## Type
- syntypes: "males"
- instituut: USNM Smithsonian Institution, Washington, U.S.A.
- typelocatie: Costa Rica, Tuis